# Moorteichwiese
Die Moorteichwiese ist eine Grünfläche im Stadtteil Südfriedhof der schleswig-holsteinischen Landeshauptstadt Kiel.
Die als Volkspark gebaute Anlage mit Sportflächen und Kleingärten ist ca. 14 Hektar groß und befindet sich südlich des Stadtzentrums zwischen der Max-Planck-Straße, dem Königsweg, dem Winterbeker Weg und dem Theodor-Heuss-Ring.

## Geschichte
Nachdem gegen Ende des 19. Jahrhunderts Klagen über den verkommenen Zustand des als Müllhalde genutzten Geländes laut geworden waren, wurde die volksparkähnliche Einrichtung mit Tennisplätzen und großen Rasenflächen geplant. Der Bau der Parkanlage auf der Moorteichwiese erfolgte von 1905 bis 1908, ab 1907 unter der Leitung des Stadtgartenbaudirektors Ferdinand Hurtzig.
1846 wurde nördlich des Parks an der Max-Planck-Straße von der Kieler Actien-Brauerei unterirdische Brauerei-Betriebsräume errichtet und das Ausflugslokal "Felsenhalle" gebaut, wozu ein achteckiger Turm gehörte, der als Hebevorrichtung für die Bierfässer und als Aussichtsturm für Gäste der Gastwirtschaft diente. Maschinengebäude, Fasslager, Böttcherei und fünf Lagerkeller wurden errichtet. 1872 wurden die Kellergewölbe erweitert. Im Zweiten Weltkrieg wurde das oberirdische Gebäude teilweise zerstört.

## Bilder

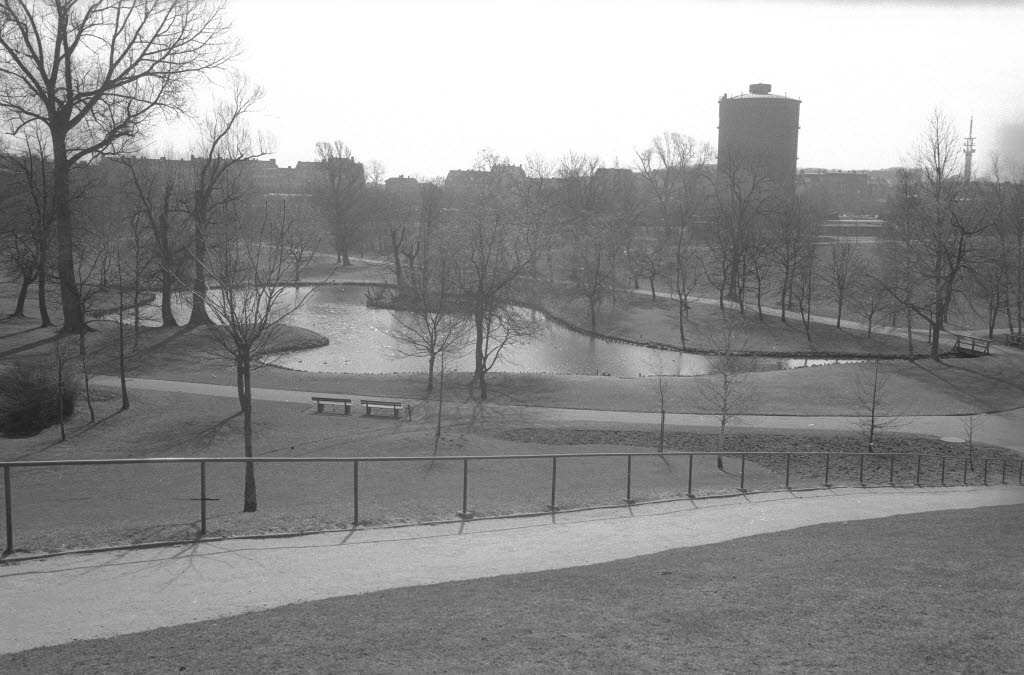
Moorteichwiese mit Gasometer 1972
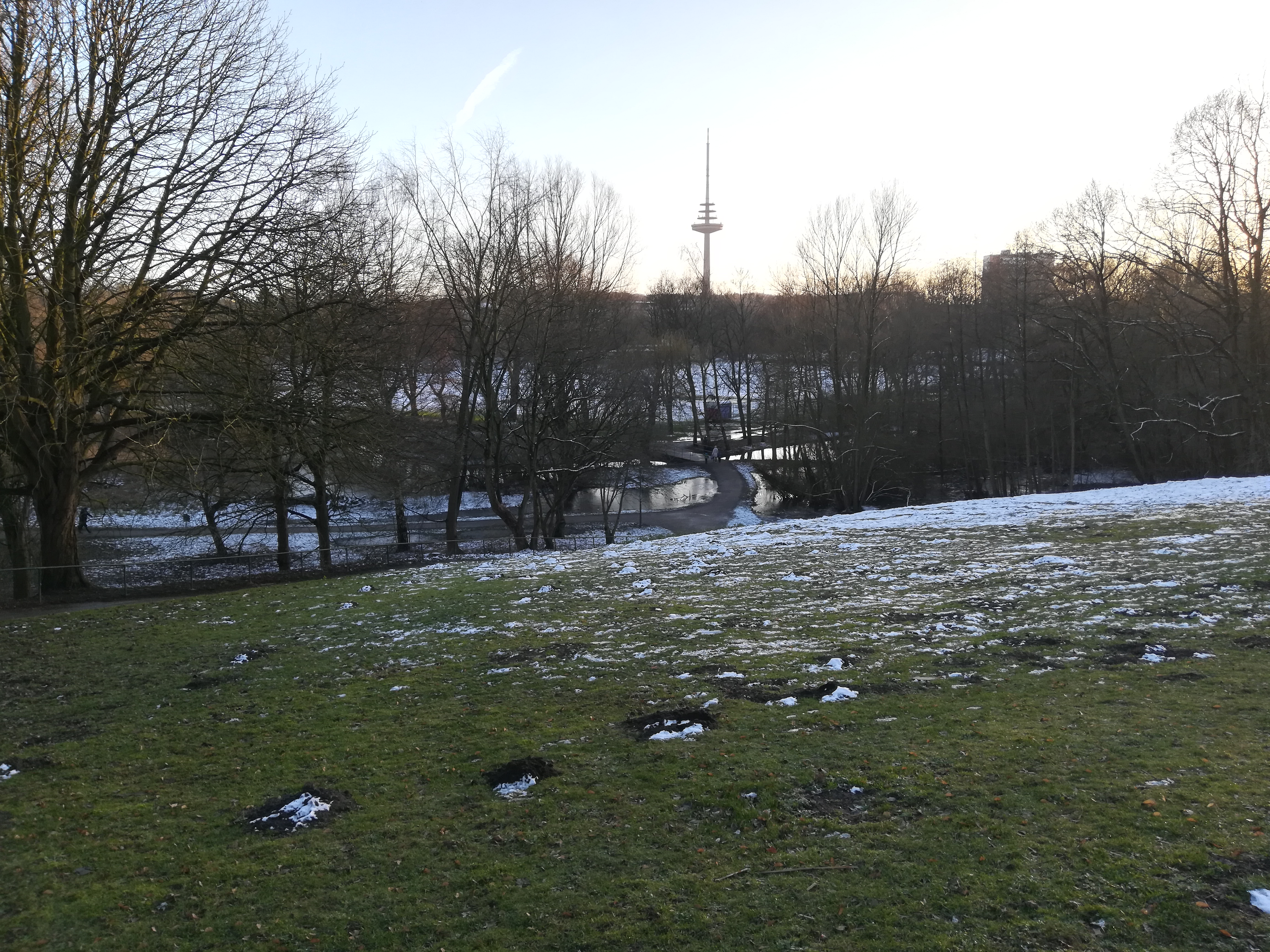
Ähnliche Perspektive 2018
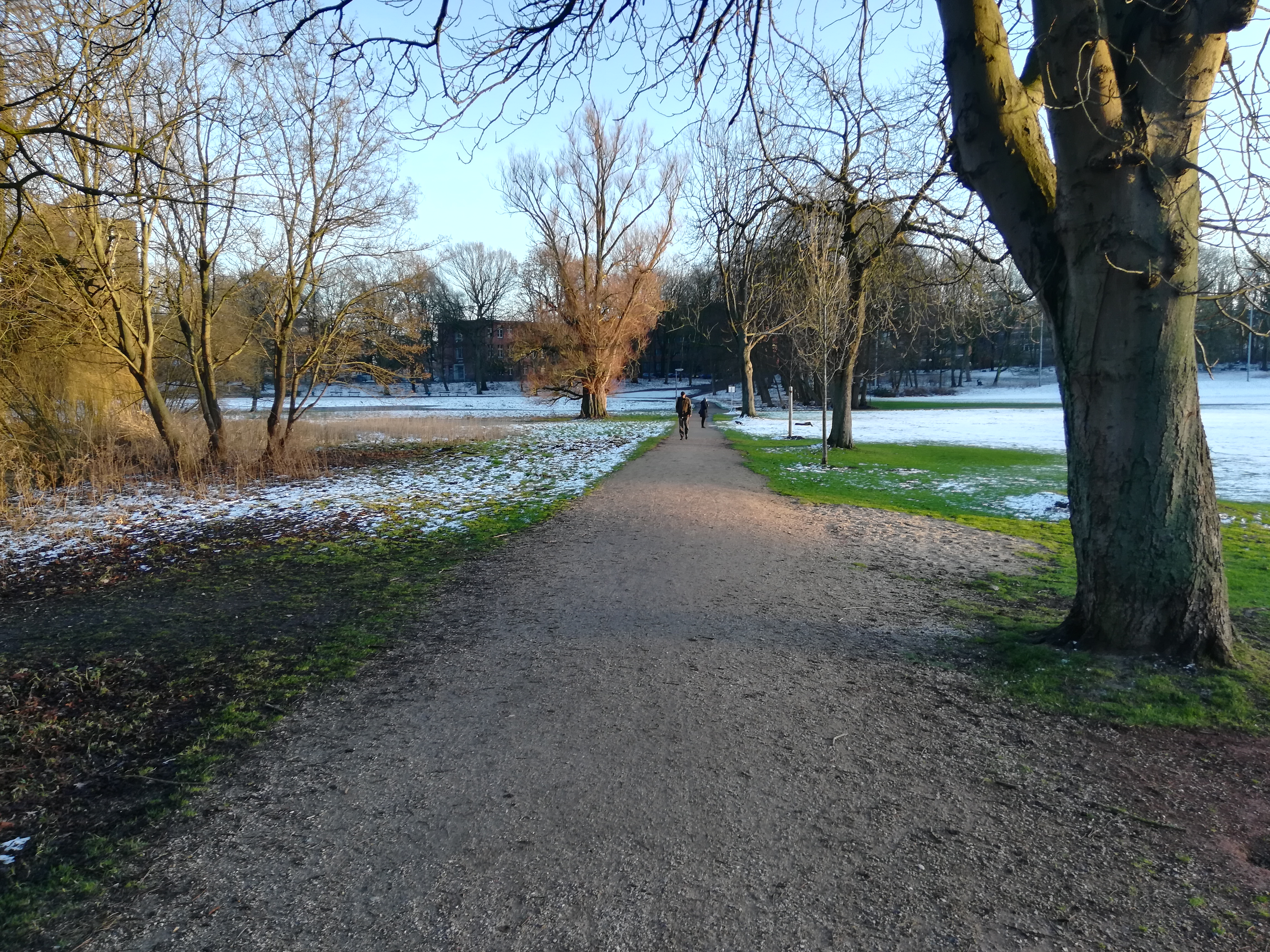
Moorteichwiese im Winter
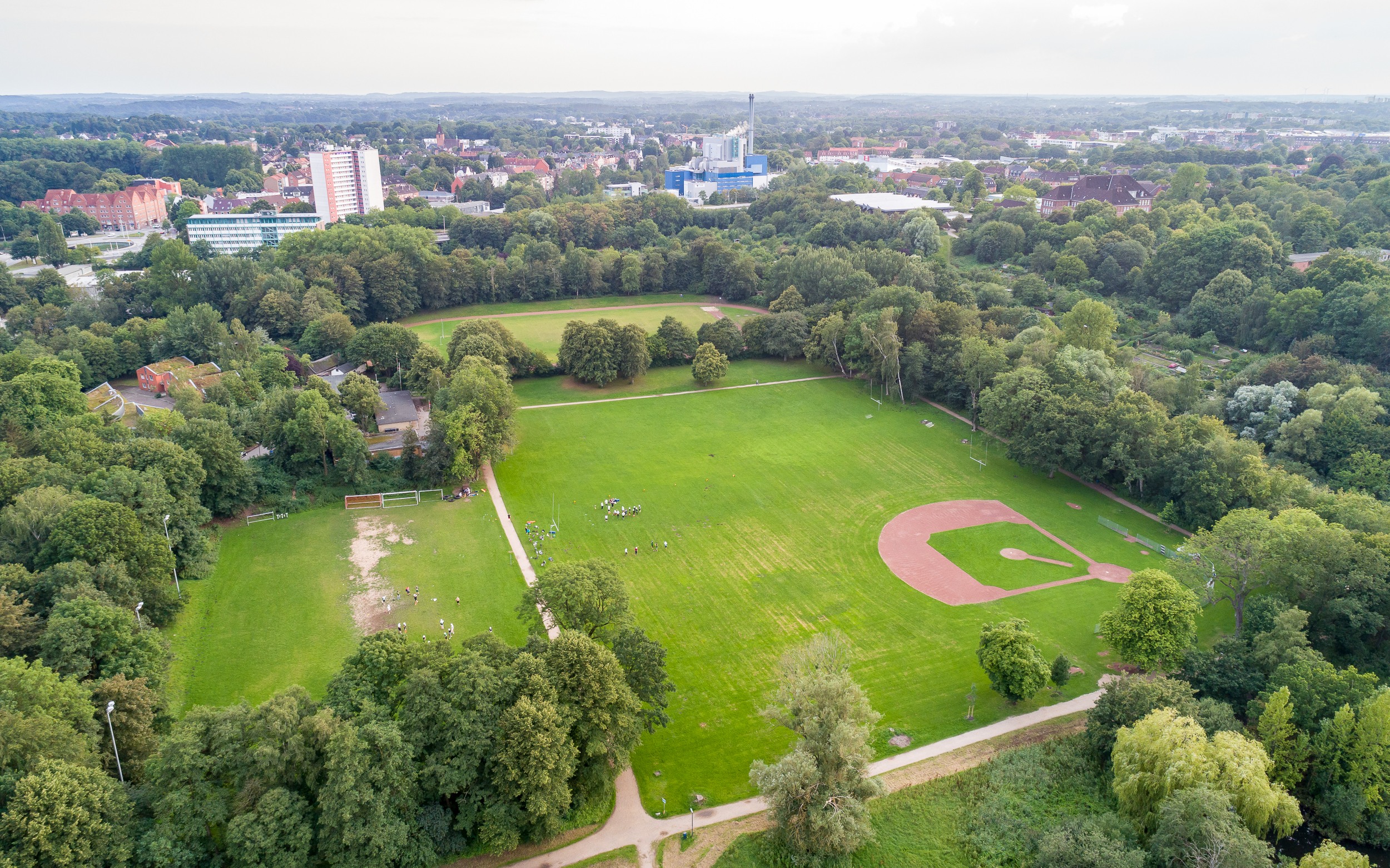
Sportplatz
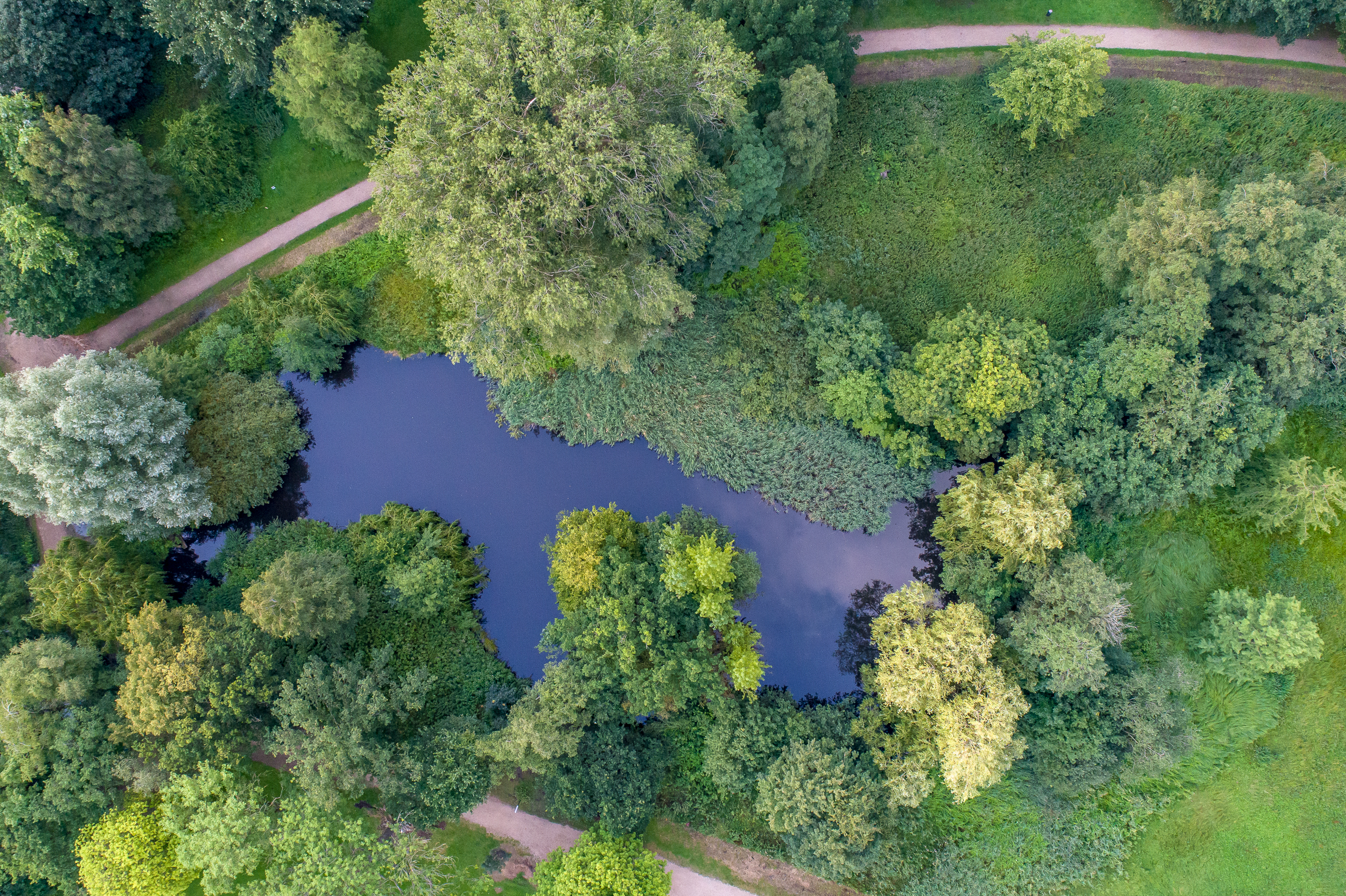
Luftaufnahme eines Teils der Moorteichwiese.
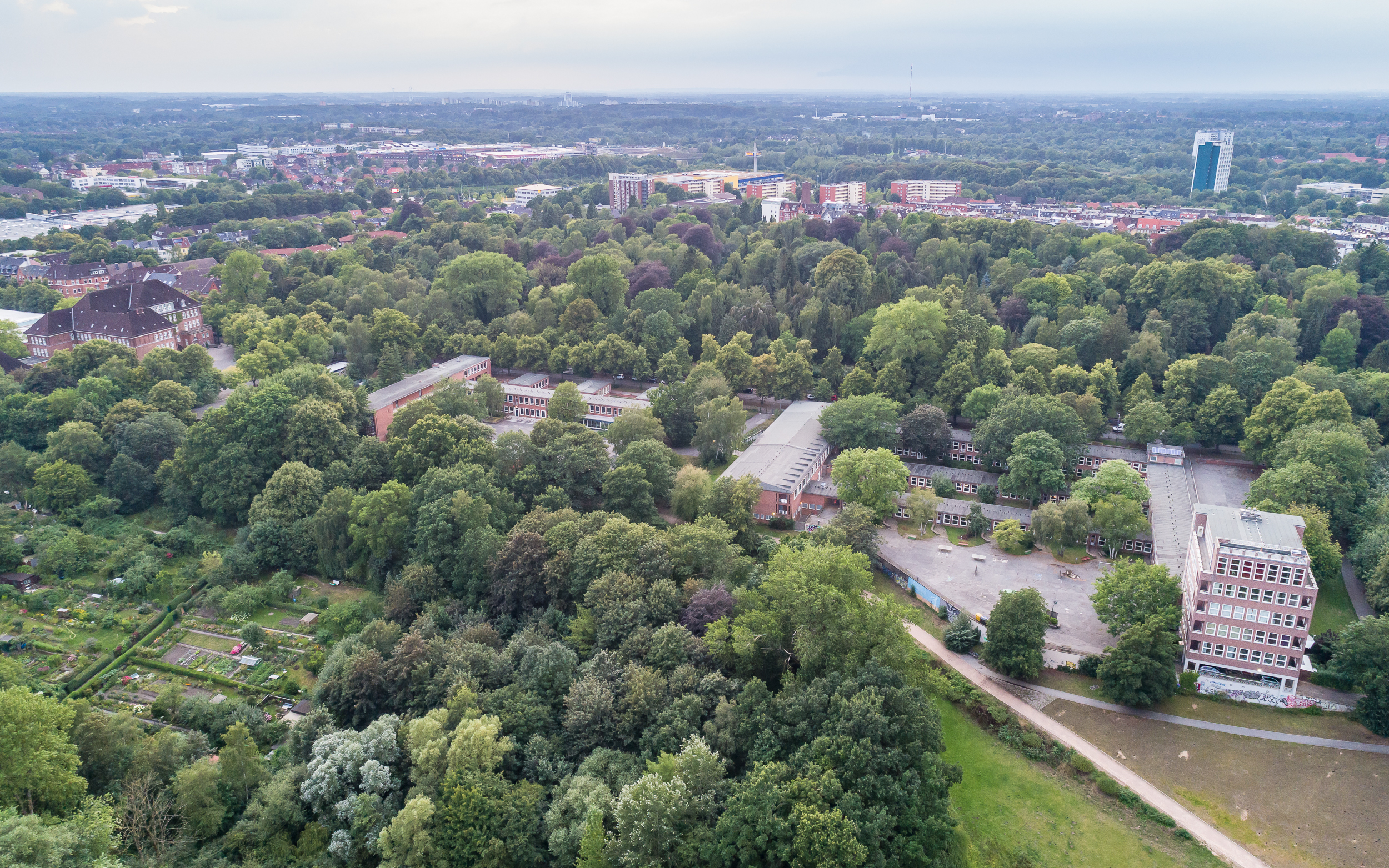
Die an die Moorteichwiese angrenzende Max-Planck-Schule in Kiel.
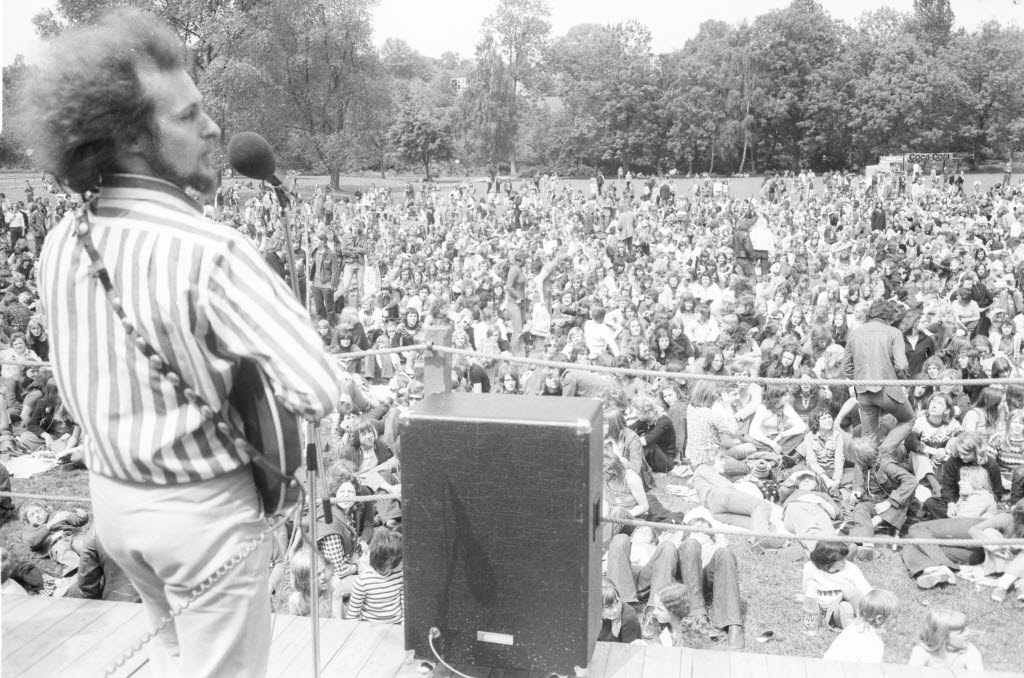
Open-Air-Festival zur Kieler Woche 1974

Übersichtspanorama
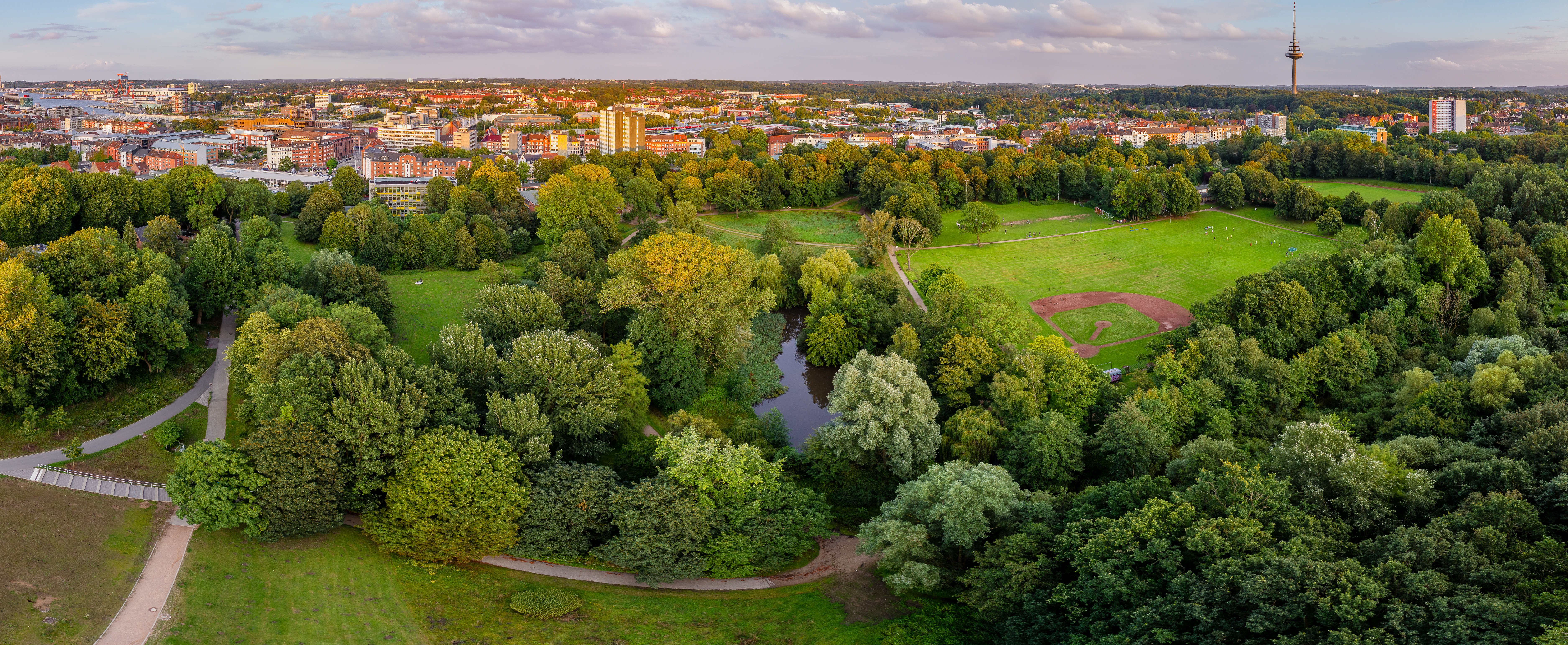
Übersichtspanorama der Moorteichwiese in Kiel.